# Femme d'intérieur
Pour plus de détails, voir Fiche technique et Distribution.
Femme d'intérieur (Housewife) est un film américain réalisé par Alfred E. Green, sorti en 1934.

## Fiche technique
- Titre : Femme d'intérieur
- Titre original : Housewife
- Réalisation : Alfred E. Green
- Scénario : Manuel Seff et Lillie Hayward d'après l'histoire de Robert Lord et Lillie Hayward
- Production : Robert Lord (producteur superviseur) et Jack L. Warner (non crédités)
- Société de production et de distribution : Warner Bros. Pictures
- Musique : Heinz Roemheld, M.K. Jerome (theme musica) et Bernhard Kaun (musique titre) (non crédités)
- Photographie : William Rees
- Montage : James Gibbon
- Direction artistique : Robert M. Haas
- Costumes : Orry-Kelly
- Pays d'origine : États-Unis
- Langue : anglais
- Format : Noir et blanc - Son : Mono
- Genre : Drame
- Durée : 65 minutes
- Date de sortie :
  - États-Unis : 11 août 1934

## Distribution
- George Brent : William Reynolds
- Bette Davis : Patricia Berkeley
- Ann Dvorak : Nan Reynolds
- John Halliday : Paul Duprey
- Ruth Donnelly : Dora Wilson
- Hobart Cavanaugh : George Wilson
- Robert Barrat : Sam Blake
- Joseph Cawthorn : Krueger
- Phil Regan : Chanteur Radio
- Willard Robertson : Juge
- Ronnie Cosby : Buddy Reynolds
- Leila Bennett : Jenny
- Harry Tyler : M. Simmons
- Charles Coleman : Bolton